# Ва (кана)
わ в хирагане и ワ в катакане — символы японской каны, используемые для записи ровно одной моры. В системе Поливанова записывается кириллицей: «ва», в международном фонетическом алфавите звучание записывается: /ɰa/. В современном японском языке находится на сорок четвёртом месте в слоговой азбуке.

## Происхождение
わ и ワ появились в результате упрощённого написания кандзи 和.

## Написание
|  |  |

## Коды символов вкодировках
- Юникод:
  - わ: U+308F,
  - ワ: U+30EF.